# Lophothorax
Lophothorax là một chi bướm đêm thuộc họ Geometridae.